# Fő tér (Óbuda)
A Fő tér Budapest III. kerületében a történelmi Óbuda városrész egykori központja volt, majd Budapest megalakulásával a III. kerület központja lett. Közlekedési jelentőségét a 21. századra ugyan teljesen elvesztette, de kulturális értelemben a kerület egyik legfontosabb helyszíne maradt.

## Története
A törökök kiűzése (1686) után újjáépült város első központja még az 1749-re felépült Szent Péter és Pál-főplébánia-templom előtti terület volt (mivel vélhetően a hódoltság alatt is itt volt). Ide épült az első községháza, az első iskola, katolikus mellett az óbudai református templom, az óbudai zsinagóga, a piac, a kocsma és a temető is.
A mai Fő tér és Szentlélek tér területe ekkor még beépítetlen volt, ott legfeljebb csak romok voltak a török háborúkból, mígnem az 1730-as évektől kezdve a környéket birtokló Zichy család fogott ott építkezésbe. A majorház után az 1750-es években készült el az óbudai Zichy-kastély, amivel a hatalmi központ áthelyeződött a kastély fő épületével pontosan szemben található mai Fő tér területére. A Zichy család itt állíttatta fel 1763-ban a Bebo Károly tervezte Szent Flórián-szoborcsoportot, amit 1819-ben helyeztek át a mai Flórián térre. Ezzel párhuzamban a kastély déli végénél pedig kialakult a mai Szentlélek tér elődje.
1766-ban az óbudai uradalom teljes egészében visszakerült a kincstárhoz. Ekkor lett a mai Fő téren szállása a prefektusnak (a mai Fő tér 4. szám alatt). 1780-ban a frissen ide került Katonai Ruházati Bizottság kezdeményezésére a piac is átkerült ide. A városháza csak jóval később, 1834-ben költözött át, a mai városháza helyén állt egyemeletes klasszicista stílusú épületbe. A tér neve ekkor lett Rathhaus Platz (Városháza tér), majd Pest, Buda és Óbuda 1873-as egyesülése után Stadthaus Platz, hogy megkülönböztessék a budai és a pesti Rathaus Platztól. A városháza épületét a 20. század elején építették át, a ma is látható épület 1906-ban készült el és máig is polgármesteri hivatalként funkcionál. A téren ekkoriban kereskedések, kávéházak is nyíltak. 
A szocializmus panelépítési láza csupán a Fő tér (illetve a Szentlélek tér) körüli épületeket hagyta érintetlenül, illetve néhány hozzájuk kapcsolódó, szintén műemléki besorolású épületet. A tér és a Szentendrei út között pedig 1972-re elkészült a Flórián teret övező lakótelep itteni szelete (Óbuda-Városközpont).

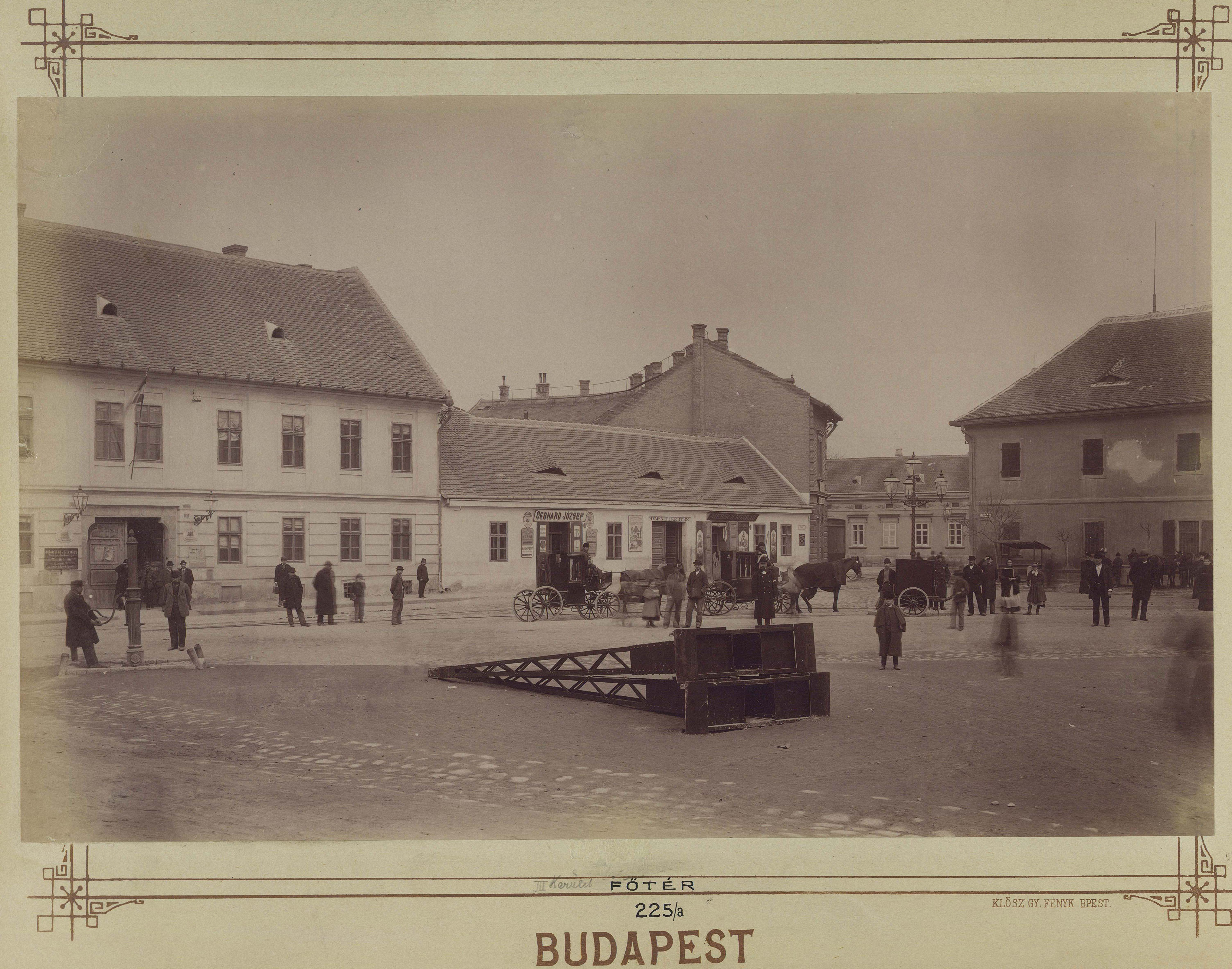
A tér 1900-ban

A tér közösségi közlekedési szempontból is sokáig központi szerepet töltött be. 1869-ben készült el és nyitott meg az óbudai lóvasút a Fő tér és a Lánchíd között, amit 1896-ban villamosítottak. Ezután egy időben az egykori 5-ös, 7-es, 9-es és 11-es villamosok végállomása volt itt. A villamosközlekedés az Árpád híd 1950-es átadásáig üzemelt, amikorra a legtöbb járatot már átszervezték vagy megszüntették, ekkor pedig végleg felszámolták, és később a síneket is felszedték. Ezzel párhuzamosan a buszközlekedés 1972-ben szomszédos Szentlélek térre terelődött át. Manapság a Fő térnek már nincs semmilyen közvetlen tömegközlekedési kapcsolata.
Idővel a gépjárműforgalmat is korlátozták, sétatérré alakult át. Az 1990-es évek óta már csak behajtási engedéllyel lehet rajta közlekedni. A "földszintes" Óbuda történelmi központjának emlékét őrző téren egyre gyakoribbá, majd rendszeressé váltak és az egész évre szétszóródtak a különböző kulturális fesztiválok és egyéb szabadtéri közösségi rendezvények.